# Guillermo de Enckenvoirt
Willem van Enckenvoirt, llamado en España Guillermo Enchifort, (Mierlo, 1464 - Roma, 19 de julio de 1534) fue un eclesiástico holandés.
Licenciado en derecho civil y canónico por la universidad La Sapienza de Roma, fue canónigo en la catedral de Amberes, prepósito en Saint-Rombaud de Malinas y deán de San Juan Bautista en Bolduque.
Datario del papa Adriano VI, en 1523 fue nombrado por éste obispo de Tortosa y cardenal de San Juan y San Pablo, en cuya dignidad participó en el cónclave en que fue elegido papa Clemente VII.
Camarlengo del Colegio Cardenalicio, en 1529 le fue encomendada la administración del obispado de Utrecht, aunque nunca viajó a la sede por razón de su edad.
Fallecido en Roma a los 70 años, fue enterrado en la iglesia de Santa Maria dell'Anima.